# Pembrey
Pembrey (in gallese: Pen-bre) è una località di circa 2 000 abitanti del Galles sud-occidentale, facente parte della contea del Carmarthenshire (comunità di Pembrey and Burry Port Town) e situata in prossimità della costa che si affaccia sulla baia di Carmarthen.

## Geografia fisica
Il villaggio di Pembrey è situato a 4 km a nord della costa che si affaccia sulla baia di Carmarthen, tra le località di Kidwelly e Burry Porth (rispettivamente a sud della prima e a nord della seconda) e tra le località di St Ishmael e Llanelli (rispettivamente ad est/sud-est della prima e ad ovest della seconda).

## Origini del nome
Il toponimo gallese Pen-bre (da cui Pembrey) è formato dalle parole pen, che significa "testa", "cima", e bre, che significa "promontorio".

## Storia
Nel 1881 fu realizzata a Pembrey una fabbrica di fucili e polveri da sparo.

## Monumenti e luoghi d'interesse

### Architetture religiose

#### Chiesa di San Illtyd
Principale edificio religioso di Pembrey è la chiesa di San Illtyd, le cui origini risalgono alla seconda metà del XIV secolo.

### Aree naturali

#### Pembrey Country Park
Altro luogo d'interesse è il Pembrey Country Park, un'area di 500 acri di foresta e 8 miglia di spiagge, che costituisce una delle maggiori attrazioni del Galles.

#### Foresta di Pembrey
Nei dintorni di Pembrey si estende inoltre la foresta di Pembrey (Pembrey Forest), una riserva naturale di 1 000 ettari, che costituisce una delle foreste di dune della Gran Bretagna. L'area ospita varie piante rare e 35 specie diverse di farfalle.

## Società

### Evoluzione demografica

#### Villaggio
Nel 2017, la popolazione del villaggio di Pembrey era stimata in 2 030 abitanti, di cui 1 054 erano donne e 976 erano uomini.
La popolazione al di sotto dei 18 anni era pari a 402 unità, mentre la popolazione dai 65 anni in su era pari a 582 unità.
La località ha conosciuto un decremento demografico rispetto al 2011, quando la popolazione censita era pari 2 154 abitanti (dato che era in rialzo rispetto al 2001, quando la popolazione censita era pari a 2 097) abitanti.

#### Ward
Il ward di Pembrey conta invece una popolazione di 4 301 abitanti.

## Infrastrutture e trasporti
Pembrey ospita un aeroporto realizzato a partire dal 1937.

## Sport
Pembrey ospita un circuito per gare di automobilismo, inaugurato nel 1989.